# برایان آرائوخو
برایان آرائوخو (انگلیسی: Brian Araújo؛ زادهٔ ۲۹ آوریل ۲۰۰۰) بازیکن فوتبال اهل پرتغال است.
وی همچنین در تیم ملی فوتبال زیر ۱۶ سال پرتغال بازی کرده‌است.